# 朝鮮民主主義人民共和国サッカー協会
朝鮮民主主義人民共和国サッカー協会（ちょうせんみんしゅしゅぎじんみんきょうわこくサッカーきょうかい、朝鮮語: 조선민주주의인민공화국 축구 협회、漢字: 朝鮮民主主義人民共和國蹴球協會、英語: Football Association of The Democratic People's Republic of Korea）は、朝鮮民主主義人民共和国のサッカー協会である(以下、北朝鮮協会)。略称はDPRKFA。

## 概要
北朝鮮サッカー協会は、1945年に設立された。アジアサッカー連盟（AFC）には1954年に、国際サッカー連盟（FIFA）には1958年に加入。2002年、東アジアサッカー連盟(EAFF)を設立する為の会議に参加を呼びかけられたが、北朝鮮サッカー協会は最初は参加しなかった。その為、2002年5月28日、ソウルのウェスティン朝鮮ホテルに北朝鮮サッカー協会を除く東アジア地域の8協会（中国、台湾、グアム、香港、日本、韓国、マカオ、モンゴル）が集まり、東アジアサッカー連盟(EAFF)を設立し、8協会とも同時に加盟した。東アジアサッカー連盟は、北朝鮮サッカー協会に引き続き、参加を呼びかけ続けた。
その後、北朝鮮サッカー協会は参加することになり、同年2002年8月13日のEAFF臨時総会で北朝鮮(正式名：朝鮮民主主義人民共和国)サッカー協会の加盟が認められた（正式加盟日は北朝鮮サッカー協会が加盟申請書を提出した日）。

## FIFAサッカー発展プロジェクトからの資金提供
北朝鮮サッカー協会は、国際サッカー連盟（FIFA）のインフラ整備、組織体制作り、教育（指導者・審判・スポーツ医学等）、ユース育成等に対する助成制度(FIFAサッカー発展プロジェクト)であるFIFAゴールプロジェクト(1999年から2015年頃まで実施)から資金提供を受けていた。同プロジェクトから2001年から2013年までに、6回で合計200万ドルの支援を受けた。 同プロジェクトは、1プロジェクトに対し、40万USドル（約 4,000万円程度）まで助成する。
同プロジェクトから、初めて、2001年に金日成競技場人工芝の張り替えのため、45万ドルが支援され、2004年2月には北朝鮮サッカー協会の建物と北朝鮮代表選手の合宿所補修工事のため４１万ドルが支援された。また、同プロジェクトから50万ドル（4920万円）の資金提供(平壌国際サッカー学校の建設・補修費用)を受け、2013年5月31日に平壌国際サッカー学校を設立した(後述)。
だが、北朝鮮政府が2016年に2回の核実験を行ったことを受け、FIFAは同年3月、北朝鮮を対象のFIFAゴールプロジェクトを凍結した。結果、同プロジェクトから資金を受けていた平壌国際サッカー学校の資金繰りが苦しくなった。
2016年5月9日から新しいFIFAサッカー発展プロジェクトであるFIFAフォワードプログラムが開始された。同プログラムは、FIFA加盟全サッカー協会(2018年時点全211協会)及び全6地域連盟対象のステップアップ(段階的に引き上げる)財政支援プログラム。4年で1サイクルで、160万ドルから500万ドルに増額する。各サッカー協会は、年間75万ドルをピッチなどの施設の整備、女子サッカーの発展などのサッカープロジェクトに費やせる。また、各協会は、年間50万ドルの経費を受け取る。各地域連盟へは4年間の1サイクルで、2200万ドルから4000万ドルに増額させる。また、女子サッカーや各年代別代表の世界大会の旅費が必要な協会には、最高100万ドルの特別手当を支給する。男女とも年代別地域大会主催協会に、年間100万ドル払い戻す。男女リーグ、男女のユースリーグ、女子サッカーの普及及び宣伝活動、草の根サッカー推進と開発戦略、審判の推進と開発戦略等全10項目の基準を満たす協会(少なくとも2つは女子サッカーを重視すること)は、基本年間10万ドルに加え、毎年5万ドルの追加資金、最大で毎年40万ドルの追加資金を得ることができる。
（国際サッカー連盟#FIFAサッカー発展プロジェクトの項も参照のこと）)
今後は、上記のFIFAフォワードプログラムから資金提供を受ける予定である。

## 育成と強化

### 概要
1994年ごろからの飢饉と経済的困難（苦難の行軍）の時期の国家財政危機により、強化費が削られたため、強化費の多くをユースに回した。結果的にユース育成は成功し、2004年から各年代のアジアユース大会で優勝や準優勝といった好成績を残すようになった。選手の実力があがったことで、海外のクラブで活躍する選手も出てきた。ユース育成や海外リーグの経験、Jリーグ等でプレーする在日コリアンの選手の受け入れなどの努力の結果、2010年南アフリカ大会アジア予選を突破し、44年ぶりの2010年南アフリカW杯出場を決めた。しかし、本大会は3連敗で終わった。
更なる育成改革として2013年からサッカー選手育成プロジェクトを開始している。2013年5月31日に、サッカーアカデミーの平壌国際サッカー学校を開校し、2014年以降育成した選手をスペインやイタリアのクラブのサッカーアカデミーに留学させて、代表チーム強化を図っている。つまり、国内の育成年代のエリートを発掘及び育成し、欧州のクラブアカデミーで数年間に渡ってトレーニングを受けさせ、そのままヨーロッパのクラブでプロデビューさせることで強化を図るという北朝鮮のサッカー選手育成プロジェクトで、強化を図っている。プロジェクト第1期生には、北朝鮮初のセリエA選手の崔成赫（チェ・ソンヒョク）、2人目のセリエA選手の韓光成（ハン・グァンソン)らがいる。

### 平壌国際サッカー学校
上記のように、FIFAゴールプロジェクトから50万ドル（4920万円)の資金提供を受け、2013年5月31日、北朝鮮首都平壌綾羅島に、仏のINFをモデルに、北朝鮮唯一のサッカーアカデミーの平壌国際サッカー学校（Pyongyang International Football School）を開校した。

#### 施設
平壌国際サッカー学校の敷地面積は12,200平方メートル（m2）（甲子園球場のグランド面積に近い）で、全寮制である。敷地内には校舎、寄宿舎、厚生施設の4棟が併設されている。サッカーのピッチ4面、フットサル用ピッチ4面（屋内にもある）の計8面で、天然芝と人工芝両方のピッチがある。2016年11月25日時点で、9歳から15歳までの生徒200人が在籍し、男女比は6：4だという。

#### 学制とセレクション
学制は小学班（日本での小学校）5年間、初級中学班（日本での中学校）3年間、高級中学班（日本での高校）3年間である。セレクションは、北朝鮮の全国各地の9歳の子どもたちが対象で、毎年2回、生徒を募集し、2回の選抜試験をパスして初めて入学できる。優れたサッカーセンスを持った子どもを選ぶ。そして、入学後も、試験の連続によって容赦なくふるい分けられ、毎年能力が低い10％の生徒は故郷に戻される。そのため、生徒たちは真剣にトレーニングに取り組んでいる。

#### 教育及びトレーニング内容
基礎科目の学習とサッカー実技が教育の柱である。指導する教員は、サッカーの専門家で、元北朝鮮代表選手もいる。また、海外（主に欧州）などから優秀なコーチや専門家を招いている。また、ドイツなど国外のサッカー動画も教材としている。
トレーニング自体は、オーソドックスなものがほとんどであるが、生徒たちが整列してコレオグラフィーを作り、音楽に合わせてボールスキルを披露するという変わった練習もある。この練習の映像は、学校のCM（宣伝）素材となる。また、練習試合で実戦練習を行うが、対戦相手は北朝鮮の全国の実力ある2歳以上年上の青少年サッカーチームである。この練習試合では互角以上の試合を繰り返しているという。さらに、欧州や中東地域への留学（後述）や短期トレーニングも行っている。

#### 卒業後の進路
北朝鮮サッカーを担う選手として、主に北朝鮮のサッカーリーグ1部最上級蹴球連盟戦の各体育団及びサッカーチーム等に配置される。海外リーグに移籍する選手はほとんどいない（現在、北朝鮮国内出身で海外クラブでプレーする選手は、U-15の頃から海外留学して、そのまま海外クラブと契約した選手のみである）。北朝鮮代表に入るのは、更に限られた人数になる。

### 海外留学及び海外クラブ入団
平壌国際サッカー学校やFCチョビョン（軍直轄のエリート育成クラブ）そして年代別北朝鮮代表等で、北朝鮮国内で発掘されたU-15（15歳以下）世代の優秀な選手たちを欧州や中東地域のサッカーアカデミー等に留学させている。欧州の場合は、2013年10月末からスペインのバルセロナのフンダシオン・マルセ、2013年12月11日からはイタリアのペルージャのインターナショナル・サッカー・マネジメント（ISM）に選手を送っている。フンダシオン・マルセには、2013年10月31日に、後に2人目の北朝鮮のセリエA選手となる韓光成（ハン・グァンソン)も含む、当時10～11歳の14人の選手が1年間留学した。午前中、現地の学校に通い、午後からスペイン人選手たちと１日約３時間の練習を行っていたという。2013年12月11日からは、ISMに、当時10～12歳の20人が留学した。ISMは世界各国からプロを目指すサッカー選手を集めたサッカーアカデミーで（大体18歳前後まで。2～3年前後在籍できる。イタリア国内の選手であれば、在籍中に移籍することも可能）、トレーニングだけでなく学校教育も提供している。2014年から韓光成（ハン・グァンソン)は、ISMに移った。ISMでの生活は、韓光成（ハン・グァンソン)によると、毎朝6時に起きて1時間ほどストレッチ、午前中は学校に通って、午後ISMで練習し、早めに就寝する生活だったという。2017年7月13日時点で、20名～30名前後の北朝鮮の選手がISMに在籍している。
2014年にFIFAが未成年（18歳未満：FIFA定義）の国際移籍を禁じた移籍規程19条の適用の厳正化により、ISMに在籍している北朝鮮の選手たちは、語学学校に登録して学生ビザを取得し、学生の身分でアマチュアプレーヤーとしてアカデミーに参加している。
18歳の誕生日以降、ISM在籍の北朝鮮の選手たちは、国際移籍解禁となり（実際の移籍内定は18歳の誕生日の1か月前頃から可能）、ISMに各クラブのスカウトや代理人が訪れ、海外クラブと契約する（海外クラブの下部組織に行くこともある）。なお、セリエAの規程による初回プロ契約の最低年俸は税込みで3万ユーロ強（約360万円）、手取りでは2万1000ユーロ（約270万円）ほどで、サラリーマンの年収とほとんど変わらない水準である。リーグの規程によって給料は必ず選手名義の口座に振り込まれる。

### 代表をクラブ化し強化
北朝鮮国内組の代表の選手たちは、平日は、代表監督の下で、1日2回練習を行っている。テクニック、フィジカル、戦術を徹底的に鍛えている。週末は、北朝鮮のサッカーリーグ1部最上級蹴球連盟戦の自分たちのクラブに戻って試合を行う。つまり、代表選手たちは、代表で日常のトレーニングを積んでおり、その結果、連係が取れ、北朝鮮代表は一つのクラブチームのようになっている。世界では、日常のトレーニングは、所属クラブで行い、国際Aマッチデー等の短期間に代表のトレーニングを行うのが一般的である。

### 課題
一番目の課題で最大の課題は、北朝鮮国内の選手の実戦不足である。国内のクラブはACL等のアジアサッカー連盟（AFC）主催の大会に参加していない。代表戦以外で、実戦経験できる場は、国内リーグ1部の最上級蹴球連盟戦のみだが、わずか11チームの構成で、試合数は少ない。また、観客もわずか200～300人ほどしか集まらないため、熱気のある応援で、選手がより成長するということもない。海外クラブに移籍する選手はほとんどいない（現在、北朝鮮国内出身で海外クラブでプレーする選手は、元からU-15の頃から海外留学して、そのまま海外クラブと契約した選手のみである）。
二番目の課題は、国際社会の制裁の為、結果、資金難となり育成プロジェクトの継続や国際移籍（海外移籍）に支障をきたしたりしていることである。北朝鮮が2016年に2回の核実験を行ったことを受け、スイスが北朝鮮に対して制裁を行うと、スイスに本部を置くFIFAも同年3月、北朝鮮を対象としたFIFAゴールプロジェクトを凍結した。結果、同プロジェクトから資金を受けていた平壌国際サッカー学校の資金繰りが苦しくなった。また、同年5月にはISMからフィオレンティーナのユースチームに移籍し、北朝鮮初のイタリアのセリエA選手となった崔成赫（チェ・ソンヒョク）の給料の大半を北朝鮮政府が搾取しているとして、イタリア政府が憂慮の意を表明している。同年7月、同選手は、この「政治的な問題」でクラブを退団した。また、北朝鮮の2人目のセリエA選手の韓光成（ハン・グァンソン)（カリアリ現所属）は、ユヴェントスから移籍のオファーを受けながら、実現しなかった。これらのことは、契約に伴っての「政治的な問題」を海外クラブが懸念を示したためだという。

## 主な組織チーム
- サッカー朝鮮民主主義人民共和国代表
- サッカー朝鮮民主主義人民共和国女子代表
- 最上級蹴球連盟戦